# Psychotria calidicola
Psychotria calidicola är en måreväxtart som beskrevs av Charlotte M. Taylor. Psychotria calidicola ingår i släktet Psychotria och familjen måreväxter. Inga underarter finns listade i Catalogue of Life.